# Простки
Просткі (пол. Prostki, нім. Prostken) — село в Польщі, у гміні Простки Елцького повіту Вармінсько-Мазурського воєводства.
Населення — 3029 осіб (2011).
У 1975-1998 роках село належало до Сувальського воєводства.

## Демографія
Демографічна структура станом на 31 березня 2011 року:
|          | Загалом | Допрацездатний вік | Працездатний вік | Постпрацездатний вік |
| -------- | ------- | ------------------ | ---------------- | -------------------- |
| Чоловіки | 1478    | 354                | 1021             | 103                  |
| Жінки    | 1551    | 353                | 908              | 290                  |
| Разом    | 3029    | 707                | 1929             | 393                  |